# سازهای ناکوک
سازهای ناکوک نخستین فیلم سینمایی علی حضرتی به عنوان کارگردان می باشد که به تهیه‌کنندگی فرشته طائرپور در سال ۱۳۹٨ ساخته شده است.

## داستان فیلم
فیلم سازهای ناکوک فیلمی در ژانر اجتماعی و خانوادگی است که ماجرای زندگی دو خواهر را روایت می‌کند

## بازیگران
هنگامه قاضیانی، غزل شاکری، حامد کمیلی، مرتضی ضرابی، احمد عربانی